# Castillo de Trollenäs
El Castillo de Trollenäs se localiza en el municipio de Eslöv y existe desde el siglo XIV. Ha sido propiedad de solo dos familias, Thott y Trolle. El edificio actual data de 1559 y fue remodelado a fines del siglo XIX por el arquitecto Ferdinand Meldahl para asemejarlo a un castillo renacentista francés.
El castillo está abierto al público y ofrece facilidades para realizar bodas, conferencias, cenas y otras festividades. En los jardines se encuentra un café.